# Ledebouria remifolia
Ledebouria remifolia är en sparrisväxtart som beskrevs av Stephanus Venter. Ledebouria remifolia ingår i släktet Ledebouria och familjen sparrisväxter. Inga underarter finns listade i Catalogue of Life.